# Jean-Bertrand Aristide
Jean-Bertrand Aristide (Port-Salut, 15 de Julho de 1953) é um político haitiano e ex-padre católico salesiano, ligado à teologia da libertação, que foi presidente do Haiti em três períodos: em 1991, de 1994 a 1996, e novamente de 2001 a 2004.
Os apoiadores de Aristide o consideram "o primeiro líder democraticamente eleito do Haiti" e também um "amigo dos pobres". Já seus críticos dizem que ele se tornou ditatorial e corrupto. Dentre as várias acusações de corrupção contra Aristide, a mais famosa foi feita por Christopher Caldwell em julho de 1994. Caldwell reportou que Aristide ordenou a receita do tráfego de chamada internacional de telefone do Haiti, manipulados pela divisão latino-americana da AT&T, ser transferida para uma conta bancária offshore no Panamá. Uma vez tendo chegado ao poder, e que atingiu por duas vezes uma impopularidade tal que teve que ser afastado do governo: primeiramente através de um golpe militar (em setembro de 1991) e novamente em 2004, numa situação mal explicada na qual foi retirado do país por militares norte-americanos com apoio de militares brasileiros em um momento de quase iminência de um confronto entre integrantes de um levante armado do qual tomavam parte principalmente ex-militares haitianos e tontons macoutes e apoiantes de Aristide em Porto Príncipe.

## Golpe militar em 2004
No fim de setembro de 2004, são divulgados em Santo Domingo (República Dominicana) os resultados preliminares de uma Comissão de pesquisa sobre o Haiti, liderada pelo antigo procurador geral dos Estados Unidos, Ramsey Clark. A comissão revela que "os governos dos Estados Unidos e da República Dominicana teriam participado do fornecimento de armas e do treinamento, neste país, dos ’rebeldes’ haitianos". Ela constata que 200 soldados das Forças Especiais norte-americanas chegaram à República Dominicana para participar de exercícios militares, em fevereiro de 2003. Com uma autorização do presidente Hipólito Mejía, eles realizam "nas proximidades da fronteira, numa zona em que, precisamente, os ex-militares haitianos lançam regularmente ataques contra instalações do Estado haitiano".
O avanço destes bandos armados permitiria ao embaixador dos Estados Unidos, James Foley, no dia 29 de agosto de 2004, empurrar o presidente para a porta de saída, auxiliado por Paris nesta tarefa e no estabelecimento de uma Força de Paz. Buscando uma reconciliação depois da crise iraquiana, a França não pretende deixar que Washington cavalgue sozinha, sob risco de perder a influência sobre uma ilha à qual é ligada por laços históricos. Pedindo indenizações de mais de 21 bilhões de dólares, Aristide a irritou fortemente, inclusive.
Depois de sofrer esta segunda deposição, Aristide refugiou-se na África do Sul. De lá, afirmou que ainda era o legítimo presidente do Haiti, pois não renunciara, e que forças dos Estados Unidos o haviam sequestrado para tirá-lo do poder. Em março de 2017, quando saía de um tribunal em Porto Príncipe, a caravana de Aristide sofreu um atentado a tiros, mas o ex-presidente saiu ileso.